# Tomas Andersson Wij
Tomas Andersson Wij, egentligen Tomas Per Andersson, född 6 februari 1972 i Stockholm, är en svensk sångare och låtskrivare, men även verksam som journalist. Han växte upp i Stockholms söderförorter Fruängen och Sköndal.

## Karriär

### Journalist och redaktör
Tomas Andersson Wij var skribent i SvD, Pop och Nöjesguiden åren 1990–1997. I mitten av 1990-talet var han redaktör för TV-programmet Knesset på ZTV. Han var sommarpratare i Sveriges Radio år 2000. Dessutom redaktör för två antologier, Solidaritet (Cordia 1998) och Boken om Recovery (Libris, 2002). Han var initiativtagare till och redaktör (tillsammans med Sven-Gösta Holst) för den existentiella tidskriften Von Oben som utkom med två nummer mellan 2002 och 2003.
"Tomas Andersson Wij pratar med" (tre säsonger, 2013-2014) var en serie liveintervjuer på Teater Brunnsgatan Fyra i Stockholm, där han bjöd in personer han varit nyfiken på för längre, personliga samtal inför publik. Bland gästerna fanns Klas Östergren, Bodil Malmsten, Henrik Schyffert, Sebbe Staxx, Sigge Eklund, Kristina Lugn mfl. 
Bonniers har gett ut både hans sångtexter och intervjuer i bokform, Gå rakt fram och över husen (2014)  och Tomas Andersson Wij pratar med (2016). 
2025 debuterade Andersson Wij som författare med Gud är inte plåstret , den trettonde och fristående delen i serien Ärkebiskopens fastebok.

### Podcasten Hundåren
I oktober 2020 lanserade Tomas Andersson Wij podcasten "Hundåren" – en pod där han intervjuar gamla idoler, artistkollegor, komiker och författare om de tuffaste perioderna i karriären och om hur de överlevde och formades av hundåren.

#### Säsong 1
- 2020-10-19 Per Gessle
- 2020-10-26 Peter LeMarc
- 2020-11-02 Nina Persson
- 2020-11-09 Dogge Doggelito
- 2020-11-16 Emma Molin
- 2020-11-23 Henrik Schyffert
- 2020-11-30 Stefan Sundström
- 2020-12-07 Titiyo
- 2020-12-14 Jonas Gardell
- 2020-12-21 Jonathan Johansson
- 2021-01-18 Filip & Fredrik
- 2021-01-25 Peter LeMarc del 2
- 2021-02-13 Little Jinder
- 2021-02-08 Lotta Lundgren
- 2021-02-15 E-Type
- 2021-02-22 Marcus Krunegård
- 2021-03-01 Anna Järvinen
- 2021-03-08 Mauro Scocco
- 2021-03-15 Patrik Arve
- 2021-03-22 Eric Gadd
- 2021-03-29 Rebecka Törnqvist
- 2021-04-05 Loreen
- 2021-04-19 Magnus Uggla
- 2021-04-26 Niklas Strömstedt
- 2021-05-03 Thomas Andersson Wij (intervjuas av Christel Valsinger)

#### Säsong 2
- 2021-09-06 Lars Winnerbäck
- 2021-09-20 Eagle-Eye Cherry

### Musik
Producenten Lars Halapi upptäckte Andersson Wij genom en enkel demokassett 1995 och producerade hans två första skivor. Sedan genombrottet med skivan Ett slag för dig har Andersson Wij turnerat regelbundet. Han har sju gånger nominerats till en Grammis. Under sin karriär har han även gjort låtar och översättningar till andra svenska artister, så som Freddie Wadling, Totta Näslund och Bo Kaspers Orkester. 2010 rönte Andersson Wij uppmärksamhet med sina fria tolkningar av Billy Joels sånger, på albumet "Euforia - Helen Sjöholm sjunger Billy Joel". År 2007 inledde han Melodifestivalens final i Globen med sin version av Carolas schlagervinnare Evighet. Samma år fick han tidningen Cafés Stora Modepris i kategorin "Årets bäst klädde artist". 
Tomas Andersson Wij tilldelades 2013 års Evert Taube-stipendium, med motiveringen: "För att han är en unik rockpoet som med uppfriskande allvar står fast vid dygder som musikalisk noggrannhet, tematisk räckvidd och existentiellt djup." Tomas har även tilldelats landets samtliga tre Evert Taube-stipendium  och 2024 fick han Nils Ferlins trubadurpris. 
I oktober 2014 gav Andersson Wij ut sitt nionde album, Mörkrets hastighet. Samtidigt gav bokförlaget Bonnier ut Gå rakt fram och över husen, ett urval av hans sångtexter. I september 2015 kom en fristående biografi, med titeln Tomas Andersson Wij sjunger blues från Sverige skriven av Richard Ohlsson.
2017 var han med i åttonde säsongen av Så mycket bättre (TV4).

### Album
- 1998 – Ebeneser
- 2000 – Ett slag för dig
- 2002 – Vi är värda så mycket mer
- 2004 – Stjärnorna i oss
- 2005 – Live på Rival
- 2005 – Tomas Andersson Wij
- 2007 – En introduktion till Tomas Andersson Wij
- 2008 – En sommar på speed
- 2010 – Spår
- 2012 – Romantiken
- 2014 – Mörkrets hastighet
- 2018 – Avsändare okänd
- 2019 – Splitter, Vol. 1
- 2020 – Högre än händerna når
- 2022 – Åskan I Hjärtat
- 2024 – Sorgsna sånger gör mig glad

### Singlar och EP
- 1997 – Varelser i vattnet
- 1998 – Tusen sätt att försvinna
- 1998 – Väljer dig
- 2000 – Landet vi föddes i (EP)
- 2000 – Du skulle tagit det helt fel
- 2000 – Gör nånting vackert
- 2000 – Hej då
- 2001 – Ett slag för dig
- 2002 – Jag börjar minnas mig
- 2002 – Slå
- 2002 – Vissa dagar
- 2003 – Blues från Sverige
- 2004 – Tommy och hans mamma
- 2004 – Sången om dig och mig
- 2005 – Oroshjärta
- 2006 – En hel värld inom mig (EP)
- 2007 – Hälsingland
- 2007 – Evighet
- 2008 – Jag har simmat långt ut från land
- 2008 – Sena tåg
- 2008 – När ditt tåg kommer
- 2009 – Det ligger i luften
- 2010 – Allt är bättre än ingenting
- 2012 – Jag är på väg till dig
- 2012 – Sturm und Drang
- 2012 – Romantiken (EP)
- 2014 – Santa Monica
- 2015 – Gå rakt fram och över husen
- 2016 – Vi får dö en annan dag
- 2017 – Jag nådde aldrig riktigt fram till dig
- 2020 – Jag var ett konstigt barn
- 2020 – Dit du går
- 2020 – Högdalen Centrum
- 2020 – Sträck ut dina armar
- 2020 – Sträck ut dina armar (Akustisk)
- 2021 – Diamanter
- 2021 – Konstigt Barn
- 2023 – Still Got The Blues Från Sverige
- 2023 – Sorgsna sånger gör mig glad
- 2023 – Sommarsorgen (med Stockholm Studio Orchestra)

### Åt andra artister
- 1996 – Bo Kaspers Orkester: Amerika
- 1996 – David Shutrick: David
- 2000 – Soundtrack – Lisa Miskovsky: Det blir aldrig som man tänkt sig
- 2003 – Peter Jöback: Jag kommer hem igen till jul
- 2004 – Peter Jöback: Det här är platsen
- 2004 – Totta: Soul! på drift
- 2005 – Freddie Wadling: Jag är monstret
- 2008 – Soundtrack – Tommy Körberg – Arn: "Alla himlens änglar"
- 2008 – Bo Kaspers Orkester: 8
- 2009 – Freddie Wadling: The Dark Flower/Den mörka blomman
- 2009 – Caroline af Ugglas: Så gör jag det igen
- 2009 – Tomas Boström: Mitt gömda jag
- 2010 – Caroline af Ugglas: Vad var det jag sa
- 2010 – Bo Kaspers Orkester: New Orleans
- 2010 – Börge Ring: Nu – Gammalt som nytt
- 2010 – Helen Sjöholm: Euforia, Helen Sjöholm sjunger Billy Joel
- 2011 – Svante Thuresson: Regionala nyheter, Stockholmsdelen
- 2011 – Svante Thuresson: En cool jul
- 2012 – Tommy Körberg: Sjung tills du stupar (skiva och scenföreställning)
- 2013 – Rikard Wolff: En förlorad sommar
- 2013 – Mauro Scocco: Årets julklapp från Mauro Scocco

### Medverkar på samlingar
- 2001 – Hela Sverige – Artister mot nazister
- 2001 – Plura 50 – en hyllningsplatta
- 2001 – Bajen Forever
- 2005 – Drömmar i dur och moll
- 2005 – För dom vi skickar tillbaks
- 2005 – Dubbel trubbel
- 2006 – Påtalåtar – en hyllning till Ola Magnell
- 2006 – Weekend
- 2008 – Svensk sommar, 47 sommarhits
- 2008 – Sånger till tröst och glädje vol 3
- 2008 – Andra sjunger Olle Ljungström
- 2009 – Metronome Records 60 år – 1949–2009 (4 cd)
- 2011 – Absolute Acoustic (2 cd)
- 2012 – Kom ut ikväll! Mauro Scocco 50
- 2013 – Alla Tiders Hits
- 2014 – För kärlekens skull – Svenska artister hyllar Ted Gärdestad
- 2015 – Tomas Andersson Wij spelar med (TV-serie)
- 2017 – Så Mycket Bättre - Säsong 8
- 2017 – Sara Zacharias – En sång till dig
- 2019 – Sara Zacharias – Hjärtslag
- 2022 – Ingen Går Hel Ur Det Här – Sånger Från Kjell Anderssons Liv I Den Svenska Musiken